# Stinchcombe
Stinchcombe är en civil parish i Storbritannien.   Den ligger i grevskapet Gloucestershire och riksdelen England, i den södra delen av landet, 160 km väster om huvudstaden London. Arean är 28,6 kvadratkilometer.
Terrängen i Stinchcombe är lite kuperad.